# Facundo Regalia
Facundo Regalia (Tigre, Provincia de Buenos Aires, Argentina; 23 de noviembre de 1991) más conocido como Facu Regalia, es un piloto de automovilismo argentino.

## Carrera

### Inicios
Empezó a los 14 años en el karting, a mediados de 2006, como pasatiempo, pero apenas 2 meses después comienza a correr en un campeonato en Madrid, logrando la pole position y ganado las 2 mangas en su segunda carrera. En septiembre participó en el campeonato de España en Rotax Junior, haciendo 2 quintos puestos en su primera carrera. Participa en la Copa Ibérica de Rotax Junior, obteniendo 2 segundos puestos, con lo cual obtuvo la licencia internacional.
En 2007 prueba con diferentes equipos, hasta cerrar contrato con FA Racing, para correr en KF3 (ex júnior), bajo la dirección de Genís Marcó, mentor de Fernando Alonso y otros pilotos de éxito. Participa en el Open Masters Italiano y las WSK en Europa. A mitad de año sube de categoría a KF2 (ex inter-A) para hacer el Campeonato de España, luchando en las últimas carreras en las posiciones de cabeza. A finales de 2007, realiza varios tests con Iquick (Formula Renault 2000), Racing Engineering, Motaworld y DAMS (Formula BMW Europa), y Emilio de Villota (Master Junior).

### Fórmula BMW
En 2008 compitió en Fórmula BMW Europa, en la escudería EuroInternational, planteándose como objetivo primordial aprender y disputar el campeonato rookie de la categoría, con miras a disputar el campeonato sénior en 2009. A final del campeonato quedó 3.º entre los pilotos de primer año o rookies.
En la Final Mundial de Fórmula BMW obtiene el 10.º puesto en la general y 4.º entre los rookies.
En 2009 firmó con Josef Kaufmann Racing. Terminó el campeonato en el octavo lugar con 148 puntos, teniendo como mejor resultado tres 4º puestos. El equipo quedó clasificado 2º entre nueve equipos participantes. Para esta temporada, Facu firmó para Eifelland Racing, teniendo como compañeros de equipo al francés Côme Ledogar y al austríaco Marc Coleselli. Luego de siete fechas, consistiendo cada una de dos carreras, finalizó en séptima posición del campeonato con 158 puntos, con un 2º lugar en Zandvoort como mejor posición.

### Fórmula 3
En 2011 participó en el Campeonato de Italia de Fórmula 3, y en una ronda de Fórmula 3 Euroseries como piloto invitado.

### Auto GP y European F3 Open
En 2012 compitió con Campos Racing en un doble frente. Por una parte participó en Auto GP, y en European F3 Open. Además también disputó cuatro carreras de esta temporada en GP3 Series. En su participación en Auto GP logró el séptimo lugar en el campeonato con dos podios y 68 puntos luego de faltar a las dos últimas fechas del certamen. Mientras que en European F3 Open fue una de las figuras del campeonato terminando en cuarta posición en el campeonato con 2 victorias, 5 podios y 3 pole position. Durante el 2012 participó de los test colectivos postemporada de GP2 Series en el circuito de Barcelona-Cataluña en el cual tuvo una destacada participación, siendo el piloto más rápido en condiciones de lluvia.

### GP3 Series
En 2013, Regalia compitió en la segunda categoría telonera de Fórmula 1, la GP3 Series, con un renovado cambio de monoplaza y un anunciado aumento de potencia. Acordando con el equipo ART Grand Prix, que supo obtener el campeonato de escuderías en la edición anterior.

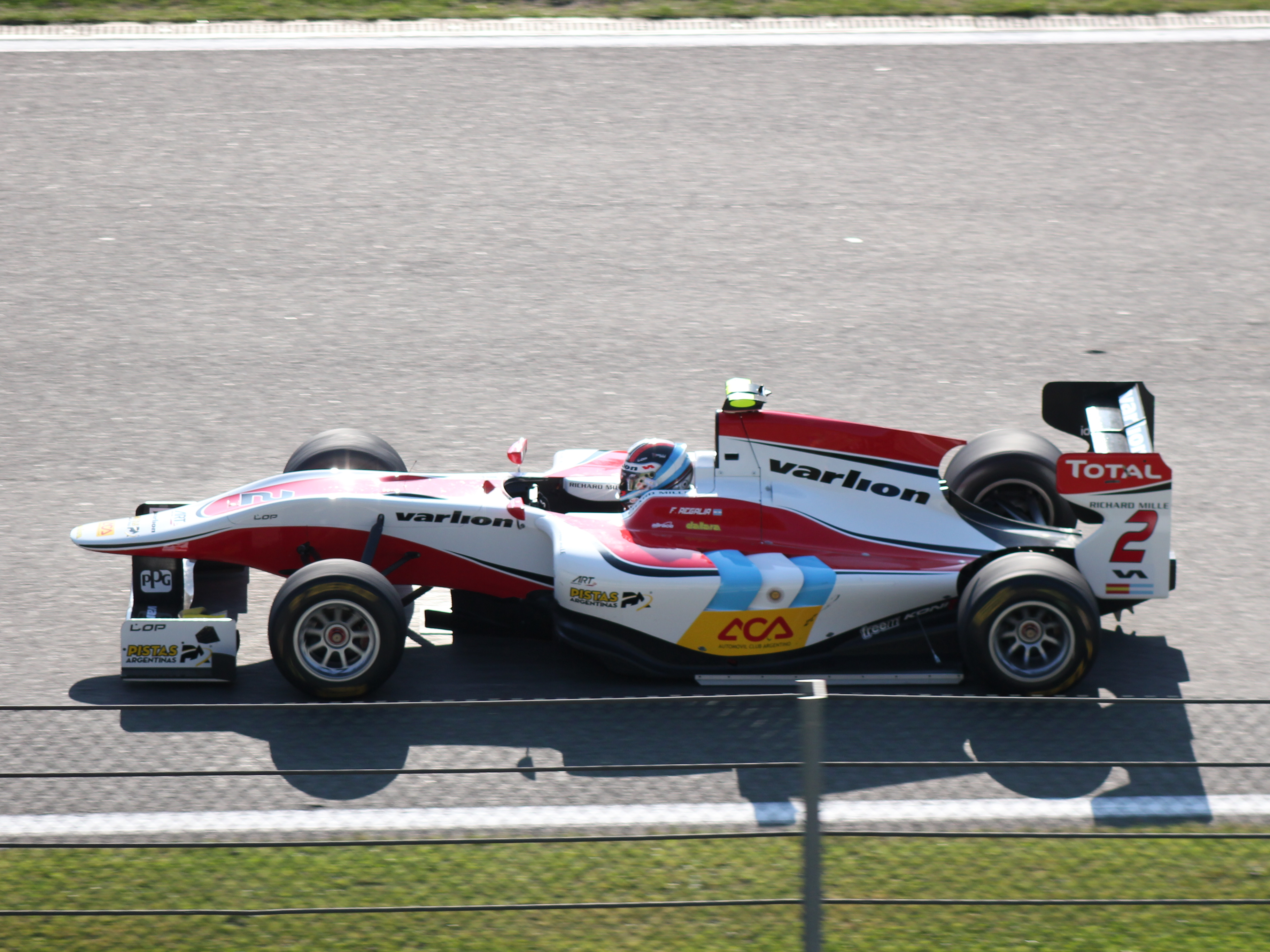
Regalia en Spa-Francorchamps,.

En GP3 Series, tuvo un año muy destacado obteniendo el subcampeonato en su primera temporada en la categoría. En el circuito Ricardo Tormo consiguió su primer podio tras presionar toda la carrera a Conor Daly. En Silverstone, también consiguió un podio en la primera carrera. En la ronda de Nürburgring, consiguió su primera pole, a la que le sumó a su primera y única victoria en la temporada con un gran desempeño en pista. De esa forma, sumó puntos también en Budapest que lo colocaron como líder del campeonato, el cual culminó en segunda posición detrás del ruso Daniil Kvyat, quien ganaría el campeonato luego de que Regalia finalice fuera de los puntos en ambas carreras de la última ronda en Yas Marina.

### GP2 Series
En febrero de 2014 Hilmer Motorsport y Force India firmaron un acuerdo de cooperación donde el equipo alemán se convertía en el equipo júnior de la escudería india. Al mismo tiempo se anunció que Regalia disputaría la temporada 2014 de GP2 Series con Hilmer y sería piloto de desarrollo de Force India. Pero luego de la ronda de Austria, en Red Bull Ring, Regalia abandonó el equipo por falta de presupuesto y además por los pocos resultados. En las cuatro rondas que participó no logró sumar puntos.

### Top Race V6
En 2016 y luego de varios años compitiendo en el exterior, finalmente Facundo Regalia decide dar por terminada su carrera en Europa y anuncia su regreso a la Argentina para competir en el automovilismo de su país natal. A su llegada, encontraría rápidamente respuesta a su requisitoria al ser convocado por el nuevo equipo 3M Racing, que lo contrató para debutar y competir en la temporada 2016 de Top Race V6. En esta nueva estructura, fundada sobre la base del equipo ABH Sport de Carlos Cacho Abraham, presentó oficialmente a Regalia como su primer piloto, confiándole la responsabilidad de competir al comando de una unidad Mercedes-Benz C-204. Asimismo, Regalia debutaría al comando de esta unidad, identificándose con el número 23.

### Campeonato de Fórmula Regional Europea
Tras estar tres años fuera de las pistas, Facu fue confirmado como piloto de Van Amersfoort Racing para disputar la temporada 2020 del Campeonato de Fórmula Regional Europea. Finalizó séptimo y octavo respectivamente en las tres carreras de Le Castellet, pero no sumó puntos al ser piloto invitado.

## Resumen de carrera
| Temporada | Categoría                                 | Equipo                     | Carreras             | Victorias            | Poles                | VR                   | Podios               | Puntos               | Pos.                 |
| --------- | ----------------------------------------- | -------------------------- | -------------------- | -------------------- | -------------------- | -------------------- | -------------------- | -------------------- | -------------------- |
| 2008      | Fórmula BMW Europea                       | EuroInternational          | 15                   | 0                    | 0                    | 0                    | 0                    | 60                   | 16.º                 |
| 2008      | Fórmula BMW World Final                   | Josef Kaufmann Racing      | 1                    | 0                    | 0                    | 0                    | 0                    | 0                    | 10.º                 |
| 2009      | Fórmula BMW Europea                       | Josef Kaufmann Racing      | 16                   | 0                    | 0                    | 0                    | 0                    | 148                  | 8.º                  |
| 2009      | Fórmula BMW Pacific                       | EuroInternational          | 3                    | 2                    | 2                    | 2                    | 2                    | -                    | WC†                  |
| 2010      | Fórmula BMW Europea                       | Eifelland Racing           | 16                   | 0                    | 0                    | 0                    | 1                    | 148                  | 8.º                  |
| 2011      | Campeonato de Italia de Fórmula 3         | Arco Motorsport            | 14                   | 0                    | 1                    | 2                    | 2                    | 55                   | 10.º                 |
| 2011      | Fórmula 3 Euroseries                      | Mücke Motorsport           | 3                    | 0                    | 0                    | 0                    | 0                    | 0                    | NC†                  |
| 2012      | Auto GP World Series                      | Campos Racing              | 10                   | 0                    | 0                    | 0                    | 2                    | 68                   | 7.º                  |
| 2012      | European F3 Open                          | Campos Racing              | 16                   | 3                    | 3                    | 2                    | 6                    | 186                  | 4.º                  |
| 2012      | GP3 Series                                | Jenzer Motorsport          | 2                    | 0                    | 0                    | 0                    | 0                    | 0                    | 27.º                 |
| 2012      | GP3 Series                                | Atech CRS Grand Prix       | 2                    | 0                    | 0                    | 0                    | 0                    | 0                    | 27.º                 |
| 2013      | GP3 Series                                | ART Grand Prix             | 16                   | 1                    | 1                    | 2                    | 6                    | 138                  | 2.º                  |
| 2014      | GP2 Series                                | Hilmer Motorsport          | 8                    | 0                    | 0                    | 0                    | 0                    | 0                    | 31.º                 |
| 2014      | Fórmula 1                                 | Sahara Force India F1 Team | Piloto de desarrollo | Piloto de desarrollo | Piloto de desarrollo | Piloto de desarrollo | Piloto de desarrollo | Piloto de desarrollo | Piloto de desarrollo |
| 2015      | Auto GP World Series                      | FMS Racing                 | 4                    | 1                    | 1                    | 2                    | 3                    | 68                   | 2.º‡                 |
| 2015      | 24H Series                                | MSG Motorsport             | 1                    | 0                    | 0                    | 1                    | 0                    | 4                    | 31.º                 |
| 2015      | Fórmula Renault 3.5 Series                | Zeta Corse                 | 0                    | 0                    | 0                    | 0                    | 0                    | 0                    | NC                   |
| 2015      | Campeonato Europeo de Fórmula 3 de la FIA | EuroInternational          | 0                    | 0                    | 0                    | 0                    | 0                    | 0                    | NC                   |
| 2016      | Top Race V6                               | 3M Racing                  | 8                    | 0                    | 0                    | 0                    | 0                    | 7                    | 24.º                 |
| 2016      | 24H Series                                | MSG Motorsport             | 1                    | 0                    | 0                    | 0                    | 0                    | 0                    | NC                   |
| 2020      | Campeonato de Fórmula Regional Europea    | Van Amersfoort Racing      | 3                    | 0                    | 0                    | 0                    | 0                    | 0                    | NC†                  |
| Fuente:   |                                           |                            |                      |                      |                      |                      |                      |                      |                      |

- † – Como Regalia era piloto invitado no sumaba puntos.
- ‡ – Temporada cancelada luego de 2 fechas (4 carreras).

## Resultados

### Fórmula 3 Euroseries
(Clave) (negrita indica pole position) (cursiva indica vuelta rápida)

| Año  | Equipo           | Chasis           | Motor    | 1     | 2     | 3     | 4     | 5     | 6     | 7     | 8     | 9     | 10    | 11    | 12    | 13    | 14    | 15    | 16    | 17    | 18    | 19    | 20    | 21    | 22    | 23    | 24    | 25       | 26       | 27        | Pos. | Puntos |
| ---- | ---------------- | ---------------- | -------- | ----- | ----- | ----- | ----- | ----- | ----- | ----- | ----- | ----- | ----- | ----- | ----- | ----- | ----- | ----- | ----- | ----- | ----- | ----- | ----- | ----- | ----- | ----- | ----- | -------- | -------- | --------- | ---- | ------ |
| 2011 | Mücke Motorsport | Dallara F308/050 | Mercedes | LEC 1 | LEC 2 | LEC 3 | HOC 1 | HOC 2 | HOC 3 | ZAN 1 | ZAN 2 | ZAN 3 | RBR 1 | RBR 2 | RBR 3 | NOR 1 | NOR 2 | NOR 3 | NÜR 1 | NÜR 2 | NÜR 3 | SIL 1 | SIL 2 | SIL 3 | VAL 1 | VAL 2 | VAL 3 | HOC 1 10 | HOC 2 10 | HOC 3 Ret | NC†  | 0      |

- † Regalia como era piloto invitado, no sumaba puntos.

### Auto GP World Series
(Clave) (negrita indica pole position) (cursiva indica vuelta rápida)

| Año  | Equipo        | 1       | 2       | 3       | 4     | 5         | 6        | 7       | 8        | 9       | 10      | 11    | 12    | 13    | 14    | Pos. | Puntos |
| ---- | ------------- | ------- | ------- | ------- | ----- | --------- | -------- | ------- | -------- | ------- | ------- | ----- | ----- | ----- | ----- | ---- | ------ |
| 2012 | Campos Racing | MNZ 1 4 | MNZ 2 9 | VAL 1 7 | VAL 2 | MAR 1 Ret | MAR 2 10 | HUN 1 3 | HUN 2 10 | ALG 1 6 | ALG 2 5 | CUR 1 | CUR 2 | SON 1 | SON 2 | 7.º  | 68     |
| 2015 | FMS Racing    | HUN 1   | HUN 2 6 | SIL 1 2 | SIL 2 |           |          |         |          |         |         |       |       |       |       | 2.º‡ | 68‡    |

- ‡ Temporada cancelada por falta de pilotos.

### European F3 Open
(Clave) (negrita indica pole position) (cursiva indica vuelta rápida)

| Año  | Escudería     | 1     | 2     | 3     | 4     | 5     | 6      | 7      | 8     | 9     | 10    | 11      | 12    | 13    | 14    | 15    | 16    | Pos. | Puntos |
| ---- | ------------- | ----- | ----- | ----- | ----- | ----- | ------ | ------ | ----- | ----- | ----- | ------- | ----- | ----- | ----- | ----- | ----- | ---- | ------ |
| 2012 | Campos Racing | ALG 6 | ALG 4 | NÜR 5 | NÜR 3 | SPA 8 | SPA 14 | BRH 11 | BRH 2 | LEC 3 | LEC 5 | HUN Ret | HUN 1 | MNZ 4 | MNZ 9 | CAT 1 | CAT 1 | 4.º  | 186    |

### GP3 Series
(Clave) (negrita indica pole position) (cursiva indica vuelta rápida puntuable)

| Año  | Escudería            | 1   | 1   | 2   | 2   | 3   | 3   | 4   | 4   | 5   | 5   | 6   | 6   | 7   | 7   | 8   | 8   | Pos. | Puntos | Ref.   |
| ---- | -------------------- | --- | --- | --- | --- | --- | --- | --- | --- | --- | --- | --- | --- | --- | --- | --- | --- | ---- | ------ | ------ |
| 2012 |                      | BAR | BAR | MON | MON | VAL | VAL | SIL | SIL | HOC | HOC | BUD | BUD | SPA | SPA | MNZ | MNZ | 27.º | 0      | [ 15 ] |
| 2012 | Jenzer Motorsport    |     |     |     |     |     |     | 14  | 12  |     |     |     |     |     |     |     |     | 27.º | 0      | [ 15 ] |
| 2012 | Atech CRS Grand Prix |     |     |     |     |     |     |     |     |     |     | 18  | 18  |     |     |     |     | 27.º | 0      | [ 15 ] |
| 2013 | ART Grand Prix       | BAR | BAR | VAL | VAL | SIL | SIL | NÜR | NÜR | BUD | BUD | SPA | SPA | MNZ | MNZ | YMC | YMC | 2.º  | 138    | [ 7 ]  |
| 2013 | ART Grand Prix       | 24† | 14  | 2   | 7   | 3   | 5   | 1   | Ret | 6   | 4   | 3   | 3   | 3   | 4   | 15  | 16  | 2.º  | 138    | [ 7 ]  |

### GP2 Series
(Clave) (negrita indica pole position) (cursiva indica vuelta rápida puntuable)

| Año  | Escudería         | 1   | 1   | 2   | 2   | 3   | 3   | 4   | 4   | 5   | 5   | 6   | 6   | 7   | 7   | 8   | 8   | 9   | 9   | 10  | 10  | 11  | 11  | Pos. | Puntos | Ref.   |
| ---- | ----------------- | --- | --- | --- | --- | --- | --- | --- | --- | --- | --- | --- | --- | --- | --- | --- | --- | --- | --- | --- | --- | --- | --- | ---- | ------ | ------ |
| 2014 | Hilmer Motorsport | SAK | SAK | BAR | BAR | MON | MON | SPI | SPI | SIL | SIL | HOC | HOC | BUD | BUD | SPA | SPA | MNZ | MNZ | SOC | SOC | YMC | YMC | 31.º | 0      | [ 11 ] |
| 2014 | Hilmer Motorsport | Ret | 20  | Ret | 17  | Ret | 21  | Ret | 24  |     |     |     |     |     |     |     |     |     |     |     |     |     |     | 31.º | 0      | [ 11 ] |

### Súper TC 2000
| Año  | Equipo       | Auto          | 1   | 2   | 3   | 4    | 5   | 6   | 7   | 8   | 9   | 10  | 11  | 12 | 13 | 14    | Res. | Puntos |
| ---- | ------------ | ------------- | --- | --- | --- | ---- | --- | --- | --- | --- | --- | --- | --- | -- | -- | ----- | ---- | ------ |
| 2016 |              |               | TRE | ROS | SMM | AG I | TRH | OBE | BA  | SFE | SFE | TOA | SJU | GR | GR | AG II | -    | -      |
| 2016 | Escudería FE | Peugeot 408 I |     |     |     |      |     |     | Ret |     |     |     |     |    |    |       | -    | -      |